# Église en bois d'Orašac
L'église en bois d'Orašac (en serbe cyrillique : Црква брвнара у Орашцу ; en serbe latin : Crkva brvnara u Orašcu) est une église orthodoxe serbe serbe située à Orašac, sur le territoire de la ville de Belgrade et dans la municipalité d'Obrenovac en Serbie. Elle est inscrite sur la liste des monuments culturels protégés de la république de Serbie (no SK 61) et sur la liste des biens culturels de la ville de Belgrade.

## Présentation
L'église a été construite entre 1816 et 1818 comme une église paroissiale. Avec le temps, le cimetière autour de l'église a pris de l'importance et l'édifice est devenu une chapelle.
En dehors de la croix qui la surmonte et de sa forme allongée, l'église diffère peu des maisons en bois édifiées à la même époque. Elle est construite avec des planches de chêne reposant sur un socle en briques ; le toit actuel est recouvert de tuiles. Les façades sont dépourvues de décoration. L'édifice a connu d'importantes modifications, notamment en 1922 ; une partie des biens précieux qu'il abritait a disparu à l'occasion de cette rénovation. L'église a été détruite dans les années 1980 et un nouvel édifice, plus petit, a été construit à sa place.
L'église abrite aujourd'hui des parties de l'ancienne iconostase et des icônes peintes par Jeremija Mihailović, par Nikola Jovanović et par un artiste inconnu de la première moitié du XIXe siècle.